# Jiří Kříž (fotbalista, 1940)
Jiří Kříž (* 30. března 1940) je bývalý český fotbalista, obránce.

## Fotbalová kariéra
V československé lize hrál za Bohemians Praha a Spartak Motorlet Praha. Nastoupil v 66 ligových utkáních, gól v lize nedal.

## Ligová bilance
| Ročník                                   | Zápasy | Góly | Klub                   |
| ---------------------------------------- | ------ | ---- | ---------------------- |
| 1. československá fotbalová liga 1962/63 | 19     | 0    | ČKD Praha              |
| 1. československá fotbalová liga 1963/64 | 15     | 0    | ČKD Praha              |
| 1. československá fotbalová liga 1963/64 | 1      | 0    | Spartak Motorlet Praha |
| 1. československá fotbalová liga 1964/65 | 11     | 0    | ČKD Praha              |
| 1. československá fotbalová liga 1966/67 | 21     | 0    | Bohemians Praha        |
| CELKEM                                   | 66     | 0    |                        |